# Prague Interbank Bid Rate
Prague Interbank Bid Rate, zkráceně PRIBID, je průměrná úroková sazba, za kterou schválené banky bez jakékoli kontroly deklarují, že si jsou ochotny vypůjčit depozita/peníze od ostatních bank. Je to sazba pražského trhu a jeden z nejvýznamnějších ukazatelů úvěrových trhů v ČR. Jedná se o přímý protiklad úvěrové sazby PRIBOR. Sazba PRIBID je vždy nižší než PRIBOR, protože maximalizace rozdílu mezi oběma je důležitá pro banky, jelikož je částí jejich zisku. Ve skutečnosti by se obě sazby měly rovnat, protože realizovaný mezibankovní úvěr a depozitum je jedno a totéž, rozdíl je pouze v opačném pohledu obou stran obchodu.
Tyto sazby existují i pro jiné země; například LIBID pro britský trh apod. 
Na sazbu PRIBID se mohou vázat pohyblivé úrokové sazby pro některá depozita a dokonce i úvěry; celková úroková sazba se mění podle stanovených podmínek (například jednou měsíčně) v souvislosti s vývojem sazby. 

## Legální definice a proces kotace
Ve skutečnosti je kotace definovaná jako úroveň ceny, za kterou jsou podle získaných informací referenční banky ochotny prodat (strana kotace bid) jiné referenční bance mezibankovní depozitum . Tyto informace zahrnují především ceny vlastních depozitních obchodů provedených referenční bankou, a pokud tyto nebyly uskutečněny, jedná se o odborný odhad těchto cen při použití odborné péče a znalosti trhu. 
Kotace pro výpočet hodnot sazeb PRIBID a PRIBOR jsou referenčními bankami dodávány kalkulačnímu agentovi každý pracovní den mezi 10:30 až 10:45 hod. místního času. V době mezi 10:45 až 11:00 hod. místního času provádí kalkulační agent kontrolu formální správnosti dodaných kotací a případné nesrovnalosti řeší přímo s dotyčnou referenční bankou. Referenční banky mohou výjimečně své kotace v tomto čase ještě změnit, nejpozději však do 11:00 hod. místního času. Výpočet (fixing) hodnot referenčních sazeb PRIBID a PRIBOR probíhá v 11:00 hod. místního času.

## Pochybnosti o korektnosti výše sazby
HN ze dne 24.3.2015 přinesly informaci, že nejde v případě PRIBORu a PRIBIDu o sazbu tržní ani o sazbu skutečných úrokových sazeb, ale o sazbu fiktivní, která proto nekopíruje vývoj trhů. Existuje dokonce podezření, že tzv. referenční banky se sazbou manipulují, aby neklesla na hodnotu blízkou nule a bankám tak výrazně nepoklesly výnosy z úvěrů, jejichž sazba je na PRIBID navázaná. V praxi proces stanovování mezibankovní sazby vypadá tak, že šest bank (Česká spořitelna, ČSOB, KB, UniCredit Bank, Raiffeisenbank a Expobank) pošle každý den svůj odhad agentuře Reuters. Ta z čísel spočítá průměr. Právě tato hodnota pak tvoří pohyblivou část celkového úroku typického firemního úvěru či nefixované hypotéky – a to u všech bank na českém trhu. Dnešní praxi ministerstvo financí kritizuje, nemá však příliš možností, jak zasáhnout.  Od tvorby sazby se podle deníku HN distancovala Česká spořitelna a následně Česká národní banka. Tuto sazbu sama zveřejňnuje na svých stránkách jako oficiální a mezibankovní a určuje, že kalkulantem je organizace pověřená soukromým sdružením The Financial Markets Association of the Czech Republic (A.C.I.) a kotace není odvozena jen od oznámení o uskutečněných obchodech ale i z odhadu bez toho, že by stanovala nějakou nezávislou kontrolu takového oznámení nebo odhadu. Banky ani nejsou povinny sdělovat, co je průměr ze skutečných obchodů a co pouhý odhad a jak byl stanoven. Dále je také možné dodaná čísla referenčních bank bez vysvětlení a publicity měnit.. Navíc bez ohledu na textaci sdělení CNB způsob výpočtu hodnot referenčních sazeb PRIBOID dle pravidel může měnit Czech Forex Club po konzultaci s Českou národní bankou, referenčními bankami a kalkulačním agentem.  Podle článku navíc pokles seznam referenční bank na polovinu z důvodu skandálu při stanovování LIBORu. ČNB sdělila ohledně PRIBORu a PRIBIDu, že o objektivnosti takového postupu se centrální banka bavit nechce. „Tyto sazby nejsou produktem České národní banky, proto nevidíme důvod k jejich komentování“.